# Sela pri Dolenjskih Toplicah
Sela pri Dolenjskih Toplicah je naselje u slovenskoj Općini Dolenjskim Topllicama. Sela pri Dolenjskih Toplicah se nalazi u pokrajini Dolenjskoj i statističkoj regiji Jugoistočnoj Sloveniji. 

## Stanovništvo
Prema popisu stanovništva iz 2002. godine naselje je imalo 231 stanovnika.